# Предацо
Предацо (итал. Predazzo) је насеље у Италији у округу Тренто, региону Трентино-Јужни Тирол.
Према процени из 2011. у насељу је живело 4254 становника. Насеље се налази на надморској висини од 1009 м.

## Становништво
Према резултатима пописа становништва 2011. у општини је живело 4.531 становника.
| 1931. | 1936. | 1951. | 1961. | 1971. | 1981. | 1991. | 2001. | 2011. |
| ----- | ----- | ----- | ----- | ----- | ----- | ----- | ----- | ----- |
| 3.236 | 3.150 | 3.411 | 3.783 | 3.985 | 4.053 | 4.110 | 4.298 | 4.531 |

## Партнерски градови
- Ферере
- Халбергмос